# Rampeneren
"Rampeneren" is een single van de Nederlandse rappers Ali B en Yes-R en het dj-team The Partysquad. Het nummer werd als single uitgebracht in 2006. Het lied was toegevoegd aan het album De bazen van de club van The Partysquad uit 2006 als zestiende track en aan Petje af van Ali B uit 2006 als zeventiende track. 

## Achtergrond
Rampeneren is geschreven door Ali B, Guillermo Fränkel, Ruben Fernhout en Yes-R en geproduceerd door Ruben Fernhout. Het woord rampeneren heeft als betekenis iets slopen. Het nummer zelf gaat over uitgaan en vrouwen versieren. Het nummer was een grote hit in Nederland, met een 4e plek in de Top 40 en een 6e plek in de Single top 100. De single heeft in Nederland de platina status.